# 研削加工

砥石が表面を削る時の模式図

研削加工（、英: grinding）とは高速回転する砥石車 (grinding wheel、一般には簡単に砥石と呼ばれる) によって加工物の表面を除去し切削加工より平滑な面を得る機械加工の一種である。

## 特徴
- 砥石車は多数の微小な切れ刃からなり、切れ刃あたりの除去量が非常に小さいため加工精度や、面粗度が優れている。
- 切れ刃は非常に硬いため通常の切削工具では加工できない高硬度の材料も加工することができる。
- 砥石車は多くの場合30 m/sの周速度で回転され、これは切削加工のおよそ10倍である。このため微小な切れ刃でも加工能率はそれほど劣らないが、それに伴う発熱は非常に大きいため加工点には研削液と呼ばれる冷却水を大量に供給して冷却しながら加工する必要がある。
- 砥石車には酸化アルミニウムや炭化ケイ素、またダイヤモンドや立方晶窒化ホウ素（CBN）などの極めて固い鉱物が砥粒として用いられ、それらは結合材と呼ばれる樹脂や軟質金属によって結着され砥石車を形成する。

## 用語
自生作用
加工によって砥粒の切れ刃は磨耗し研削抵抗が増すと破砕を起こして新たな切れ刃を形成する。つまり多数の切れ刃が次々と自己再生して切れ味を保つ。これを自生作用と呼び研削加工の特徴のひとつである。
形直し
自生作用により切れ味は維持されるが、砥石車の形状が崩れてくるために形直し (truing) が定期的に行われる。形直しは通常数カラットのダイヤモンド粒を高速回転する砥石車に押し付けながら相対的に移動し、砥粒を脱落させて所定の形に整形する。これは砥石車を回転軸に取り付けた際にも振れを除去するために行われる。
目立て
形直し後に切れ刃が形成されていない場合や加工条件により自生作用が十分に働かないときには目立て (dressing) を行う。目立てによって磨耗した砥粒や余分な結合材が取り除かれ、切れ刃が露出する。